# فرانك غانت
فرانك غانت (بالإنجليزية: Frank Gant)‏ هو عازف جاز أمريكي، ولد في 26 مايو 1931 في ديترويت في الولايات المتحدة.

## وصلات خارجية
- فرانك غانت على موقع ميوزك برينز (الإنجليزية)
- فرانك غانت على موقع أول ميوزيك (الإنجليزية)
- فرانك غانت على موقع ديسكوغز (الإنجليزية)